# Carrazeda de Ansiães (freguesia)
Carrazeda de Ansiães es una freguesia portuguesa del municipio de Carrazeda de Ansiães, con 11,60 km² de superficie y 1605 habitantes (2001). Su densidad de población es de 138,4 hab/km².